# Гай Елій Пет
Гай Е́лій Пет (лат. Caius Aelius Paetus; IV—III століття до н. е.) — політичний, державний і військовий діяч Римської республіки, консул 286 року до н. е.

## Життєпис
Походив з плебейського роду Еліїв. Про нього залишилось вкрай мало відомостей.
286 року до н. е. його було обрано консулом разом з Марком Валерієм Максимом Потітом. Про подробиці їхнього консульського терміну, діяльності Гая Елія у джерелах повідомлень замало. Відповідно до Плінія між консулами — плебеєм і патрицієм за походженням постійно точилися конфлікти, що було наслідком впровадження прийнятого 287 року до н. е. Закону Гортензія, який практично повністю урівнював у правах, в тому числі, і на релігійному рівні, представників плебсу і патриціїв. Також відомо, що за їхньої каденції народний трибун Аквілій провів закон щодо захисту римських громадян від певних крадіжок, вандалізму та знищення майна.
Висловлюється не підкріплена джерелами того часу думка, що він був тим Гаєм Елієм, що у 285 році до н. е. було обрано народним трибуном. За час своєї каденції ініціював похід проти лукан на південь Італії. Ймовірно під час нього відзначився особисто, за що за ініціативою плебсу встановлено статую в місті Фурії (союзника Римської республікиу).
Про подальшу долю Гая Елія Пета згадок не знайдено.